# Абішему I
Абішему I (д/н — поч. XVIII ст. до н. е.) — цар міста-держави Бібл близько 1820—1795 роках до н. е.

## Життєпис
За походженням був амореєм. Про його попередників нічого не відомо. Вважається засновником нової династії. Посів трон приблизно наприкінці XIX ст. до н. е. На печатці царя виявлено титул «хатійя» (ḥ3.tj-ˁ — «правитель міста»). Він є єгипетським. На думку дослідників це свідчить про політичний вплив Єгипту на Бібл. Інші археологічні знахідки вказують на культурний вплив єгиптян. Так, в той час в Біблі могла використовуватися давньоєгипетське ієрогліфічне письмо. Припускають, що Абішеу I і його наступники розглядалися фараонами як намісники, проте використання правителями Бібла картушей для запису своїх імен свідчить про їх значну самостійність в управлінні своїми володіннями.
Відома його гробниця в Біблському некрополі (№ 1), яка збереглася майже повністю. При розкопках знайдено декілька артефактів, зокрема, великий саркофаг царя, видовбаний з білого вапняку. Навколо нього були розташовані різні речі, що раніше знаходилися в глиняних посудинах: позолочені зброя і прикраси, частково позолочена ваза з обсидіану з ім'ям єгипетського фараона Аменемхета III. Разом з тим рештків самого Абішему I виявлено не було.
| i | b | E8 | S | mw |

 — ім'я Абішему I ієрогліфами
Спадкував на троні Бібла його син Іпшемуабі I.